# Вудбері (округ Орандж, Нью-Йорк)
Вудбері (англ. Woodbury) — селище (англ. village) в США, в окрузі Орандж штату Нью-Йорк. Населення — 12 197 осіб (2020).

## Географія
Вудбері розташоване за координатами 41°19′40″ пн. ш. 74°6′7″ зх. д. / 41.32778° пн. ш. 74.10194° зх. д. (41.327783, -74.101891).  За даними Бюро перепису населення США в 2010 році селище мало площу 94,96 км², з яких 92,21 км² — суходіл та 2,75 км² — водойми.

## Демографія
Згідно з переписом 2010 року, у селищі мешкало 10 686 осіб у 3397 домогосподарствах у складі 2794 родин. Густота населення становила 113 осіб/км².  Було 3717 помешкань (39/км²).
Расовий склад населення:
| - 80,9 % — білих - 5,7 % — чорних або афроамериканців - 5,2 % — азіатів - 0,2 % — корінних американців - 5,1 % — осіб інших рас |

До двох чи більше рас належало 2,7 %. Частка іспаномовних становила 14,5 % від усіх жителів.
За віковим діапазоном населення розподілялося таким чином: 30,6 % — особи молодші 18 років, 60,6 % — особи у віці 18—64 років, 8,8 % — особи у віці 65 років та старші. Медіана віку мешканця становила 38,1 року. На 100 осіб жіночої статі у селищі припадало 98,2 чоловіків;  на 100 жінок у віці від 18 років та старших — 93,8 чоловіків також старших 18 років.
Середній дохід на одне домашнє господарство  становив 129 095 доларів США (медіана — 127 660), а середній дохід на одну сім'ю — 137 930 доларів (медіана — 130 253). Медіана доходів становила 81 934 долари для чоловіків та 50 950 доларів для жінок. За межею бідності перебувало 5,3 % осіб, у тому числі 6,8 % дітей у віці до 18 років та 2,3 % осіб у віці 65 років та старших.
Цивільне працевлаштоване населення становило 5580 осіб. Основні галузі зайнятості: освіта, охорона здоров'я та соціальна допомога — 23,4 %, роздрібна торгівля — 14,3 %, науковці, спеціалісти, менеджери — 12,4 %.